# Ischnocampa griseola
Ischnocampa griseola là một loài bướm đêm thuộc phân họ Arctiinae, họ Erebidae.